# 테이블 (데이터베이스)
관계형 데이터베이스와 플랫 파일 데이터베이스에서 테이블(table)은 세로줄과 가로줄의 모델을 이용하여 정렬된 데이터 집합(값)의 모임이다.
테이블 내의 데이터는 물리적으로 데이터베이스에 저장되지는 않는다. 뷰 또한 관계형 테이블이지만 이들의 데이터는 쿼리 시간에 계산된다. 다른 예로 별명(nickname)이 있는데 이는 다른 데이터베이스의 표를 가리키는 포인터를 나타낸다.

## 종류
- 관계형 테이블: 관계형 데이터베이스의 사용자 데이터를 보유하는 기본 구조.
- 오브젝트 테이블: 세로줄을 정의하는 객체 형을 이용하는 테이블. 정의된 형의 오브젝트의 인스턴스를 보유할 목적으로 정의된다.

SQL에서는 CREATE TABLE 문을 이용하여 이러한 테이블을 만든다.

## 같이 보기
- 관계 (데이터베이스)
- 로우 (데이터베이스)
- 컬럼 (데이터베이스)
- 버추얼 컬럼
- 표